# Pseudonim

Antywojenne graffiti w Londynie, autorstwa Banksy'ego, artysty ukrywającego się pod pseudonimem

Pseudonim (z stgr. ψευδώνυμος pseudonymos, dosł. „pod fałszywym imieniem; w skrócie: ps. lub pseud.) – indywidualna nazwa danej osoby, inna niż jej oficjalne imię i nazwisko. 
Najczęściej pseudonim stosowany jest w celu ukrycia oficjalnych personaliów, czasami też jego nadanie ma ułatwić zapamiętanie jakiejś osoby lub ma podkreślać czyjeś cechy osobowe czy fizyczne. 
Pseudonim można wybrać sobie samemu, lecz przeważnie bywa on nadawany osobie przez grupę, w której jest później używany.  
Pierwsze w Polsce udokumentowane użycie pseudonimu miało miejsce pod koniec XV wieku, kiedy to Filippo Buonaccorsi zaczął podpisywać się Callimachus Etruscus, Kallimachus Philippus, Callimacho Romano. Pseudonimów używali bojownicy OB PPS podczas Rewolucji 1905 roku, a także członkowie polskich oddziałów partyzanckich z okresu II wojny światowej, m.in. bojownicy Armii Krajowej, Batalionów Chłopskich oraz Armii Ludowej.

## Rodzaje pseudonimów
Rozróżnia się następujące rodzaje pseudonimów:
- Enigmonim (łac. aenigma – zagadka) – wierszowana zagadka, będąca najczęściej popisem umiejętności poetyckich autora. Rozszyfrowanie zagadki pozwalało na jego identyfikację. Była popularna w wiekach dawnych, przede wszystkim w okresie baroku. Przykładem enigmonimu jest początek poematu Klimakteryk heroiczny Daniela Kałaja z lat 70. XVII wieku[2].
- Aliofiktonim (łac. alio – obcy, inny) – fikcyjne nazwisko (często z imieniem) zastępujące nazwisko prawdziwe. Tego rodzaju pseudonimem posługiwał się Mikołaj Rej, publikując niektóre swoje dzieła jako „Ambroży Korczbok Rożek”[1].
- Aliokryptonim – pseudonim złożony z kilku pospolitych wyrazów, pełniących funkcję opisową autora, np. „Anonim wierny Ojczyźnie” (Aleksander Fredro), „Jedna pobożna osoba” (Stanisław Herakliusz Lubomirski), „Najniższa kreatura” (Wespazjan Kochowski)[1].
- Literonim – inicjał imienia i nazwiska pełniący funkcję pseudonimu, np. „D. N.” (Daniel Naborowski)[1].
- Pseudonim artystyczny – stosowany przez twórców tekstów kultury m.in. literatów, muzyków czy grafików.
- Przezwisko – zwykle o odcieniu pejoratywnym, podkreślające jakąś ułomność fizyczną lub psychiczną, nadawane zwykle przez grupę środowiskową i nieakceptowane przez samego zainteresowanego. Przezwisko jest zwykle przejawem niechęci do danej osoby, choć po pewnym czasie może zostać przez zainteresowanego zaakceptowane. Przykładowo, Rajna Kniaginia chętnie posługiwała się przezwiskiem wymyślonym podczas tortur przez jej tureckich oprawców.
- Ksywa – nieformalne, słowo wytrych, pochodzące z gwary więziennej, które może oznaczać w praktyce wszystkie rodzaje pseudonimu. W węższym znaczeniu jest to pseudonim stosowany w obrębie jednej grupy środowiskowej (np. wśród kolegów z podwórka). Słowo to jest bardzo popularne w internecie, gdzie wiele rodzajów usług wymusza wybranie sobie jakiegoś pseudonimu (patrz IRC, Usenet, czat).
- Nick – pochodzi od angielskiego nickname i jest stosowane w internecie wymiennie z bardziej swojskim słowem ksywa. Nicki są zwykle bardzo krótkie z powodów praktycznych (częste wpisywanie, aby zalogować się do wybranej usługi internetowej on-line) i w przypadku popularnych nazw mogą mieć dodane inne znaki, najczęściej litery (np. monia, monia_, monia18), lub przesadnie długie, aby w nazwie zawrzeć charakter osoby, tu dominują nicki z serwisów erotycznych (np. uległy_dla_dominującej)[twórczość własna?].

## Zapis pseudonimów
Do oznaczania pseudonimów w piśmie może służyć cudzysłów, jednak, co istotne, nie należy go wówczas łączyć ze skrótem tego wyrazu, toteż zapis Stefan Rowecki pseud. „Grot” jest błędny. Niekiedy pseudonim staje się na tyle powszechnie znany, że zrasta się z nazwiskiem, i wtedy możliwy jest też zapis z łącznikiem: Stefan Grot-Rowecki. Pozostałe poprawne formy to Stefan Rowecki „Grot” i Stefan Rowecki, pseud. Grot.